# Alhazen

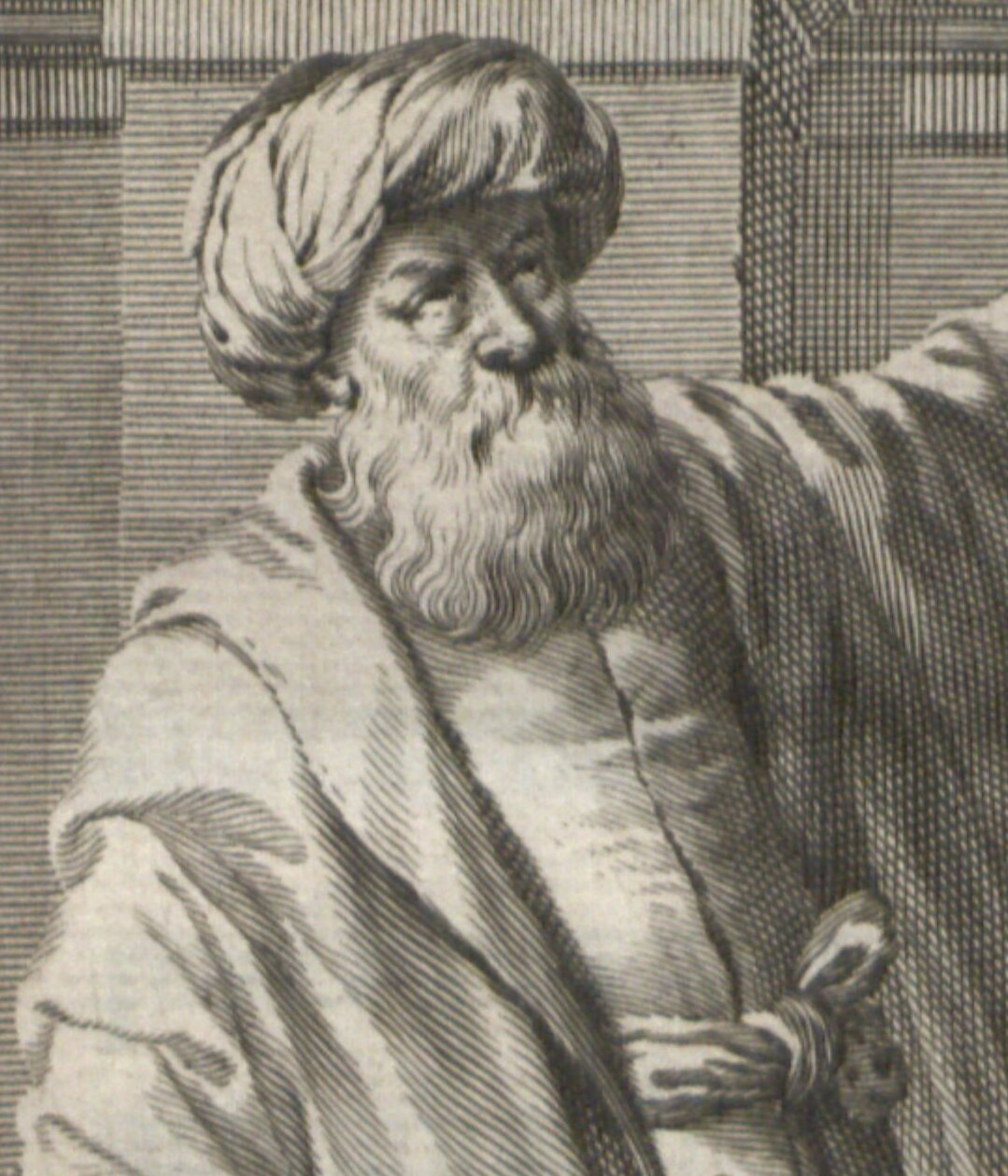
Alhazen

Abu Ali al-Hasan ibn al-Haytham (Basra, 965 – Caïro, ±1040) was een Arabisch astronoom en wiskundige. In Europa was hij bekend als Alhazen, de Latijnse verbastering van Al-Hasan.

## Leven
Abu Ali al-Hasan ibn al-Haytham werd geboren in Basra in het huidige Irak. Toentertijd maakte het deel uit van het rijk der Boejiden. Vermoedelijk overleed hij in 1039 of 1040 in Caïro in Egypte.
Over het leven van Abu Ali al-Hasan ibn al-Haytham is relatief veel bekend. In 1027 schreef hij een bewaard gebleven autobiografie die echter voornamelijk gaat over zijn intellectuele ontwikkeling en minder over zijn leven. Met behulp van andere bronnen is een vrij compleet beeld te vormen.
In Egypte was toen het kalifaat van de Fatimiden aan de macht. Dit sjiitische 'tegen-kalifaat' (het originele kalifaat had zijn zetel in Bagdad) bestreek toen ongeveer het gebied van Noord-Afrika en Sicilië. De toenmalige kalief al-Hakim was een wreed leider, maar was ook zeer geïnteresseerd in de astronomie. Ibn al-Haytham kreeg van Al-Hakim de opdracht de stroom van de Nijl te reguleren, zodat Egypte verzekerd was van een constante waterstroom. Ibn al-Haytham vertrok naar het zuiden, maar zijn missie mislukte jammerlijk. Terug in Caïro werd Ibn al-Haytham door Al-Hakim weggepromoveerd naar een ambtelijke baan. Ibn al-Haytham accepteerde deze benoeming, maar realiseerde zich al snel dat Al-Hakim een gevaarlijke heerser was die hij niet meer kon vertrouwen. Het verhaal gaat dat Ibn al-Haytham zich tot 1021 (het jaar van de dood van Al-Hakim) als gek heeft voorgedaan. Tijdens deze periode werkte hij stiekem aan de wiskundige theorie, die hij na 1021 publiceerde. Over de rest van zijn leven doen verschillende verhalen de ronde. Waarschijnlijk is hij de rest van zijn leven in Caïro blijven wonen, waar hij de kost verdiende met het geven van onderwijs, het uitwerken van wiskundige theorieën en het overschrijven van teksten. Volgens een enkele bron is Ibn al-Haytham aan het eind van zijn leven naar Syrië of Bagdad gegaan.
Abu Ali al-Hasan ibn al-Haytham experimenteerde met licht en het gezichtsvermogen en was de grondlegger van de optometrie. In zijn zevendelige Boek der optometrie beschrijft hij experimenten over de eigenschappen van licht, bijvoorbeeld hoe licht zich splitst in de kleuren waaruit het bestaat, dat het door spiegels wordt weerkaatst en dat het buigt als het van het ene naar het andere medium gaat. Hij bestudeerde ook het gezichtsvermogen en de anatomie en mechanismen van het oog. Alhazen ontdekte ook de principes die de basis vormen voor fotografie toen hij een camera obscura bouwde, waarschijnlijk de eerste camera obscura die in de geschiedenis wordt vermeld. Ook was hij veel met getallenleer bezig: zo heeft hij onder andere studie gedaan naar perfecte getallen. Ibn Al-Haytham was een van de eerste geleerden die de mogelijkheid van een eindige lichtsnelheid veronderstelden. Verder is het probleem van Alhazen naar hem vernoemd:
"Vind, gegeven een vaste lichtbron en een gekromde spiegel, het punt op de spiegel waar het licht wordt gereflecteerd naar het oog van een observator."
Abu Ali al-Hasan ibn al-Haytham
Ibn Al-Haytham was ook de eerste, die het cognitieve proces van lezen bestudeerde en een beschrijving gaf van de rol van inzicht in het begrip van geschreven taal. Hij deed bijvoorbeeld de volgende waarneming op de tweevoudige natuur van woordherkenning:
"Wanneer een geletterde persoon kijkt naar de vorm van het Arabische woord 'abjad' op papier, dan herkent hij het meteen aan de vorm van het woord. Hierbij kijkt de lezer meteen naar de eerste en laatste letter, de a en de d, waarop hij woord 'abjad' herkent. Analoog hieraan is, wanneer hij de geschreven naam van God ziet, Allah - Verheven zij Hij - hij bij de eerste aanblik herkent, dat het Gods naam is. Dit geldt voor alle woorden, die de lezer meermalen voor ogen zijn gekomen. Een ervaren lezer herkent derhalve woorden zonder ze 'letter voor letter' te spellen. Anders echter is het, wanneer een belezen persoon een vreemd woord tegenkomt, dat hij dus nog niet eerder is tegengekomen; dit immers zou hij pas herkennen en begrijpen wanneer hij het woord 'letter per letter' spelt."
Ibn al-Haytham schreef zijn experimentele wetenschappelijke methode en wetenschappelijk scepticisme aan zijn islamitisch geloof toe. Het islamitische heilige boek (De Koran), bijvoorbeeld, legt een sterke nadruk op empirisme. [bv. 2.164] Hij geloofde ook dat de mensen inherent ontsierd zijn en dat slechts God perfect is. Hij redeneerde dat om de waarheid over de natuur te ontdekken, het noodzakelijk is om menselijk advies en menselijke fouten te elimineren, en het heelal toe te staan voor zich te spreken.
Ibn al-Haytham beschreef zijn onderzoek naar waarheid en kennis als manier om hem dichter tot God te brengen: "Ik streefde constant naar kennis en waarheid, en het werd mijn overtuiging dat om toegang te krijgen tot nabijheid aan God, er geen betere manier is dan die van het zoeken naar waarheid en kennis."
De korte film '1001 Inventions and the World of Ibn Al-Haytham' geeft een goed beeld van zijn ontdekkingen.

## Stelling van Wilson
Ibn al-Haytham formuleerde als eerste de stelling uit de getaltheorie die bekend staat als de stelling van Wilson:
Een natuurlijk getal {\displaystyle n>1} is een priemgetal als en slechts als
{\displaystyle (n-1)!\equiv -1{\pmod {n}}}

## Werk
In totaal heeft Ibn al-Haytham rond 92 werken geschreven, waarvan er 55 bewaard gebleven zijn. Hieronder staan zijn meest belangrijke werken:
- Boek der optometrie (1021) (wat later een grote inspiratiebron werd voor Roger Bacon)
- Analyse en Synthese
- Het vinden van de richting van Qibla door berekening
- Maqala fi'l-qarastun
- Twijfel over Ptolemaeus (1028)
- Over de configuratie van de wereld
- Opuscula
- Het model der beweging van de 7 planeten (1038)
- Het oplossen der Twijfel
- Traktaat over Licht
- Traktaat over Plaats
- De richting van Mekka

## Trivia
- Het portret van Abu Ali al-Hasan ibn al-Haytham staat vermeld op de nieuwe biljetten van 10.000 dinar, die na het verdrijven van het regime van Saddam Hoessein in Irak zijn ingevoerd.

- Bibsys: 90267631
- Biblioteca Nacional de Chile: 000390925
- Biblioteca Nacional de España: XX824608
- Bibliothèque nationale de France: cb12028218d (data)
- Catàleg d'autoritats de noms i títols de Catalunya: 981058507503106706
- CiNii: DA04680723
- Gemeinsame Normdatei: 118648160
- International Standard Name Identifier: 0000 0001 1774 221X
- Library of Congress Control Number: n81027793
- Nationale Bibliotheek van Tsjechië: xx0083904
- Nationale bibliotheek van Australië: 35823962
- Nationale Bibliotheek van Israël: 987007586208405171
- Nationale Bibliotheek van Polen: a0000002599973
- Nederlandse Thesaurus van Auteursnamen: 070049793
- Istituto Centrale per il Catalogo Unico: CFIV093927
- LIBRIS: 34961
- SNAC: w64n0086
- Système universitaire de documentation: 08612756X
- Trove: 1104022
- Virtual International Authority File: 90038995

'Abd al-Hamīd ibn Turk · 
Abd-al-Rahman Al Sufi · 
Abū al-Hasan ibn Alī al-Qalasādī · 
Abū Ishāq Ibrāhīm al-Zarqālī · 
Abū Kāmil Shujā ibn Aslam · 
Abu'l-Hasan al-Uqlidisi · 
Abul Wafa · 
Ahmed ibn Yusuf · 
Al-Biruni · 
Al-Chwarizmi · 
Al-Hajjāj ibn Yūsuf ibn Matar · 
Alhazen · 
Al-Jayyani · 
Al-Karaji · 
Al-Khazini · 
Al-Kindi · 
Al-Mahani · 
Al-Majrati · 
Al-Sijzi · 
Hunayn ibn Ishaq · 
Ibn al-Banna · 
Ibn Sahl · 
Ibn Tahir al-Baghdadi · 
Ibn Yahyā al-Maghribī al-Samaw'al · 
Ibrahim al-Fazari · 
Ibrahim ibn Sinan · 
Jabir ibn Aflah · 
Kushyar ibn Labban · 
Mohammed al-Fazari · 
Mohammed ibn Jābir al-Harrānī al-Battānī · 
Nasir al-Din al-Toesi · 
Sinan ibn Thabit · 
Thabit ibn Qurra · 
Ulug Bey · 
Yusuf al-Mu'taman ibn Hud